# Sozial- und Umweltforum Ostschweiz
Das Sozial- und Umweltforum Ostschweiz SUFO ist eine seit 2005 jährlich in St. Gallen stattfindende Veranstaltung. Sie ist Teil der weltweiten globalisierungskritischen Bewegung der Sozialforen.
Das erste Weltsozialforum fand 2001 im brasilianischen Porto Alegre, das letzte im Januar 2009 in Belém (Pará) statt, an dem auch eine SUFO-Delegation teilnahm. Unter dem Motto „Eine andere Welt ist möglich“ treffen sich da tausende Leute und Organisationen, um über die drängenden sozialen, ökologischen, wirtschaftlichen und politischen Probleme zu debattieren, den Widerstand gegen die neoliberal geprägte Globalisierung zu vernetzen und koordinieren, aber auch um Lösungsansätze und Alternativen zu den bestehenden Strukturen zu präsentieren und auszutauschen. Das SUFO will die Idee des Weltsozialforums lokal umsetzen, gemäss dem Grundsatz „global denken, lokal handeln“. Es werden Themen aufgegriffen, die die Ostschweiz, die Schweiz und/oder auch die ganze Welt betreffen.

## Programm
Das SUFO wird jeweils mit einer Podiumsdiskussion eröffnet. Dabei wurden bisher hauptsächlich Themen wie Globalisierung, Klimawandel (globale Erwärmung) oder Migration diskutiert. Das Hauptprogramm besteht aus zahlreichen Workshops, die von Organisationen angeboten werden, welche sich mit den betreffenden Themen beschäftigen und daran arbeiten. Zusätzlich gibt es Informationsstände, wo verschiedene politische Inhalte dargeboten werden. Des Weiteren findet eine Demonstration durch die St. Galler Innenstadt statt. Das SUFO versteht sich als öffentliche Plattform und will die Ideen, Lösungen und Forderungen, die darauf entstehen, einem breiten Publikum weitergeben. Ein Strassenfest lässt das Forum ausklingen. Als Rahmenprogramm wird das SUFO-Kino durchgeführt, in welchem kritische Filme gezeigt werden.

## Ziele
Das Sozial- und Umweltforum Ostschweiz hat sich folgende Ziele gesetzt, die den Rahmen für die Organisation der Veranstaltung bilden:
- Junge und jung gebliebene Menschen über soziale, ökologische, politische und wirtschaftliche Zusammenhänge allgemein verständlich informieren und ihr Verständnis dafür sensibilisieren
- Eine Plattform für politisch interessierte Menschen bieten und deren Vernetzung fördern
- Menschen, die von politischen Prozessen ausgeschlossen sind, miteinbeziehen und ihre politischen Aktivitäten fördern
- Themen aufgreifen, die die Ostschweiz betreffen und mit anderen Orten in der Welt in Beziehung stehen: global denken – lokal handeln
- Das Engagement von jungen Leuten fördern
- Einen Ort gegen die Resignation bieten
- Eine Plattform bieten für Menschen, die unzufrieden sind mit der Schweiz und der Welt, wie sie heute ist, und sich aktiv für die Erarbeitung einer lebenswerten Perspektive einsetzen
- Sozial und ökologisch engagierte Gruppen, Parteien, Gewerkschaften, NGOs, Kirchen und deren Projekte vorstellen und ihre Vernetzung fördern
- Die Erkenntnisse, die am SUFO gewonnen werden, der Öffentlichkeit vorstellen und multiplizieren
- Austausch und Begegnung von Schweizern und Migranten ermöglichen und kulturelle Aktivitäten der Teilnehmenden fördern
- In kreativer, lebensbejahender und phantasievoller Art Alternativen zu bestehenden Strukturen suchen und ein farbiges Fest feiern!

## Organisation
Das Forum wird von einem etwa 8- bis 25-köpfigen Organisationskomitee aus  vorwiegend jungen Leuten vorbereitet. Darunter finden sich Vertreter von (Basis-)Organisationen, Gruppierungen und Parteien, aber auch Einzelpersonen. Das SUFO ist rechtlich gesehen ein gemeinnütziger Verein ohne wirtschaftlichen Nutzen. Das Organisationskomitee arbeitet ehrenamtlich. Eine bedeutende Rolle spielen auch die Organisationen, Kirchen, Hilfswerke, Gruppen, Parteien und Gewerkschaften, welche das SUFO mit den von ihnen angebotenen Workshops entscheidend unterstützen und oft mit einem finanziellen Beitrag mittragen.

## Bisherige Entwicklung
Im Jahr 2005 fand das erste Sozial- und Umweltforum Ostschweiz statt. Die ersten Vorbereitungen wurden schon 2004 getroffen. Die erste Generation des SUFO-Organisationskomitees entstammte der sich im Zuge der Anti-Irak-Krieg-Proteste bildenden globalisierungskritischen Gruppe Globalance. Es nahmen etwa 500 Leute am ersten SUFO teil. Seither konnte in allen Bereichen ein mehr oder weniger kontinuierliches Wachstum verzeichnet werden. Am 4. SUFO 2008 wurden 1500 Besucher gezählt, mehr als 50 Workshops wurden angeboten. Die im Vorfeld jeweils stattfindende Mobilisierung reicht weit über die Ostschweiz hinaus, was zur Folge hat, dass Leute aus der ganzen Schweiz und auch aus anderen Ländern am Forum teilnehmen. Das SUFO ist somit das grösste Sozialforum der Schweiz. Die Idee wurde in Biel aufgenommen, worauf 2007 das erste Sozialforum Biel stattfand.
Das SUFO vom 15./16. Mai 2009 wurde zu einem neuen Rekord mit gegen 2000 Teilnehmern und etwa 90 unterstützenden und mittragenden Organisationen. Es wurden 60 Workshops angeboten. Das fünfte SUFO beinhaltete auch ein parallel stattfindendes Camp, um ausländischen Gästen die Teilnahme besser ermöglichen zu können.
Darauf folgten das Sozial- und Umweltforum Ostschweiz vom 7./8. Mai 2010, das vom 13./14. Mai 2011 und das vom 11./12. Mai in St. Gallen.
Dieses Jahr findet am 24./25. Mai das 9. Sozial- und Umweltforum Ostschweiz statt.

## Podiumsthemen
- 2005: Kebab und Fondue – Integration geht nicht nur durch den Magen
- 2006: Schneller, weiter, höher – bis zur Explosion? Fluch und Segen der Ökonomisierung unserer Gesellschaft
- 2007: Frauen an den Herd – Männer ans Steuer? Herrlich dämliche Rollenbilder
- 2008: Casino Global Gewinner und Verlierer des Klimapokers
- 2009: Die Schweiz hat 7 Millionen Farben und wir denken schwarz-weiss – Migrationspolitik wohin?
- 2010: Hunger zur Vorspeise, Elend zum Nachtisch – Wer schreibt die Rezepte des täglichen Massakers?
- 2011: "Wär bisch? Woher chunsch?" – Identität in der globalen Gesellschaft
- 2012: Die Wirtschaft schiebt Dauerkrise – Wie halten wir dagegen?
- 2013: Nahrungsmittelversorgung im 21. Jahrhundert – Blicke über den Tellerrand
- 2014: „Eine andere Welt ist möglich!“  Warum wir Utopien brauchen